# Халберштат CL.IV
Халберштат CL.IV је немачки ловац и јуришник који је производила фирма Халберштат. Први лет авиона је извршен 1917. године. 

Највећа брзина авиона при хоризонталном лету је износила 175 km/h.
Распон крила авиона је био 10,74 метара, а дужина трупа 6,54 метара. Празан авион је имао масу од 728 килограма. Нормална полетна маса износила је око 1068 килограма.

## Наоружање
| Наоружање авиона: Халберштат   |                                              |
| Ватрено (стрељачко) наоружање  |                                              |
| Топ                            |                                              |
| Митраљез                       |                                              |
| Број и ознака митраљеза        | 1-2 синх. Шпандау, 1 Парабелум код осматрача |
| Калибар                        | 7,92                                         |
| Бомбардерско наоружање (бомбе) |                                              |
| Класичне авио бомбе            | 4-5 од по 10 кг свака                        |
| Ракетно наоружање (ракете)     |                                              |